# Kisumu

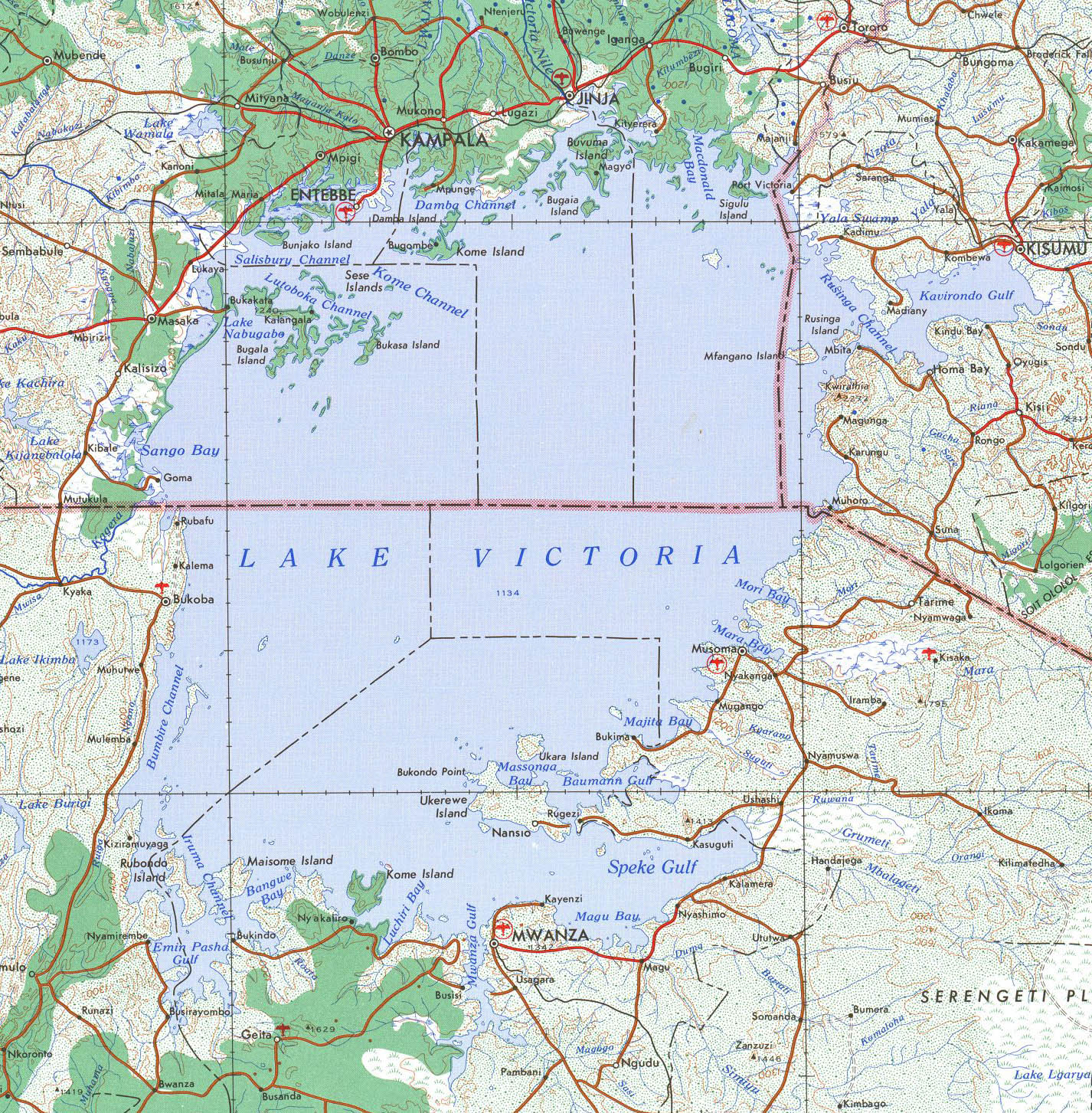
Kisumu am Kavirondo Gulf im Nordosten der Karte des Victoriasees

Kisumu ist eine Hafenstadt mit etwa 322.734 Einwohnern im Nordosten des Victoriasees und westlich des Großen Afrikanischen Grabenbruchs von Kenia. Es ist die drittgrößte Stadt Kenias und Hauptstadt des Kisumu Countys, sowie kulturelles Zentrum der Luo, der drittgrößten Ethnie des Landes. Zudem ist Kisumu die drittgrößte Stadt, nach Kampala und Mwanza, im Viktoriaseebecken.
Kisumu ist ein wichtiges politisches und kulturelles Zentrum des Landes und eines der führenden Industrie- und Handelszentren in Kenia.
Kisumu liegt 24 km südlich des Äquators und hat aufgrund seiner Seehöhe moderate Temperaturen. Die Metropolregion umfasst neben der Stadt selbst, zudem die Vororte Maseno, Kondele und Ahero.

## Geographie und Klima
Kisumu liegt am Winam-Golf (früher Kavirondo-Golf), einem Teil des Victoriasees, auf einer Höhe von 1131 m über dem Meeresspiegel. Die Tageshöchstwerte liegen im Jahresmittel zwischen 25 °C und 28 °C, die minimalen Werte bei 15 °C bis 16 °C. Das ganze Jahr über fallen starke Niederschläge, im April sind sie mit ca. 360 mm am ergiebigsten.
|                       | Jan  | Feb  | Mär  | Apr  | Mai  | Jun  | Jul  | Aug  | Sep  | Okt  | Nov  | Dez  |   |      |
| Mittl. Tagesmax. (°C) | 30,6 | 30,8 | 30,4 | 28,8 | 28,2 | 27,9 | 27,7 | 28,2 | 29,4 | 30,5 | 30,1 | 29,9 | ⌀ | 29,4 |
| Mittl. Tagesmin. (°C) | 23,8 | 24,1 | 24,1 | 23,4 | 22,8 | 22,2 | 21,9 | 22,2 | 22,8 | 23,8 | 23,7 | 23,5 | ⌀ | 23,2 |
|                       |      |      |      |      |      |      |      |      |      |      |      |      |   |      |
| Niederschlag (mm)     | 79   | 84   | 169  | 213  | 167  | 85   | 85   | 81   | 90   | 95   | 139  | 101  | Σ | 1388 |
|                       |      |      |      |      |      |      |      |      |      |      |      |      |   |      |
| Sonnenstunden (h/d)   | 8,6  | 8,7  | 8,5  | 7,7  | 7,8  | 7,5  | 6,9  | 6,9  | 7,6  | 7,7  | 7,3  | 8,2  | ⌀ | 7,8  |
|                       |      |      |      |      |      |      |      |      |      |      |      |      |   |      |
| Regentage (d)         | 7    | 10   | 11   | 17   | 13   | 8    | 7    | 8    | 8    | 10   | 13   | 9    | Σ | 121  |
|                       |      |      |      |      |      |      |      |      |      |      |      |      |   |      |
| Luftfeuchtigkeit (%)  | 64   | 65   | 67   | 75   | 76   | 74   | 71   | 69   | 67   | 65   | 68   | 66   | ⌀ | 68,9 |

| 23,8 |

| 24,1 |

| 24,1 |

| 23,4 |

| 22,8 |

| 22,2 |

| 21,9 |

| 22,2 |

| 22,8 |

| 23,8 |

| 23,7 |

| 23,5 |

| 23,8 |

| 24,1 |

| 24,1 |

| 23,4 |

| 22,8 |

| 22,2 |

| 21,9 |

| 22,2 |

| 22,8 |

| 23,8 |

| 23,7 |

| 23,5 |

## Geschichte
Gegründet wurde der Ort 1901 unter dem Namen Port Florence als Endpunkt der in Mombasa am Indischen Ozean beginnenden Uganda-Bahn, an dem die Waren von der Schiene auf Schiffe umgeladen wurde, um sie nach Uganda weiterzutransportieren. Der Name Port Florence leitet sich ab vom Vornamen der Ehefrau des Chefingenieurs der Bahnlinie, Ronald Preston, die am 19. Dezember bei der Eröffnung der Bahnstrecke den letzten Schienennagel in die Schwelle des Gleisbetts schlug.
Seit der Fertigstellung der direkten Schienenverbindung nach Uganda, die Kisumu umgeht, und der Einrichtung der ostafrikanischen Einzelstaaten hat die Bedeutung des Ortes als Handels- und Umschlagplatz stark abgenommen. Eine tägliche Personenzugverbindung nach Nairobi bestand bis 2013.
Es besteht eine Städtefreundschaft mit Cheltenham in Großbritannien.
Am 17. Januar 2013 starben bei einem Hauseinsturz sechs Menschen. 35 Bauarbeiter wurden bei dem Einsturz des im Bau befindlichen Gebäudes verletzt und teilweise verschüttet. Vor dem eingestürzten Gebäude waren zum Zeitpunkt des Unglücks mehrere Straßenhändler und Passanten. 23 Menschen konnten kurz nach den Einsturz lebendig aus den Trümmern gerettet werden.

## Wirtschaft und Infrastruktur
Kisumu ist Handelsplatz für die Agrargüter der Umgebung und deren weiterverarbeitete Produkte. Dies umfasst vor allem Zuckerproduktion, Fischerei und Textilindustrie. Kenya Breweries unterhält hier eine große Bierbrauerei. Die ehemals riesigen Reisplantagen in der Umgebung der Stadt liegen schon seit Jahren brach.

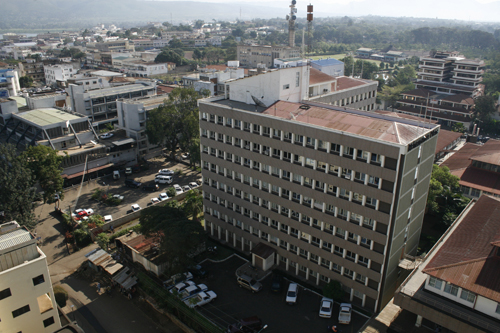
Kisumu

### Verkehr
Vom Hafen der Stadt gehen einige Fähren über den Victoriasee, auch nach Tansania und Uganda. Der Flughafen Kisumu liegt drei Kilometer westlich der Stadt.

### Tourismus und Sehenswürdigkeiten

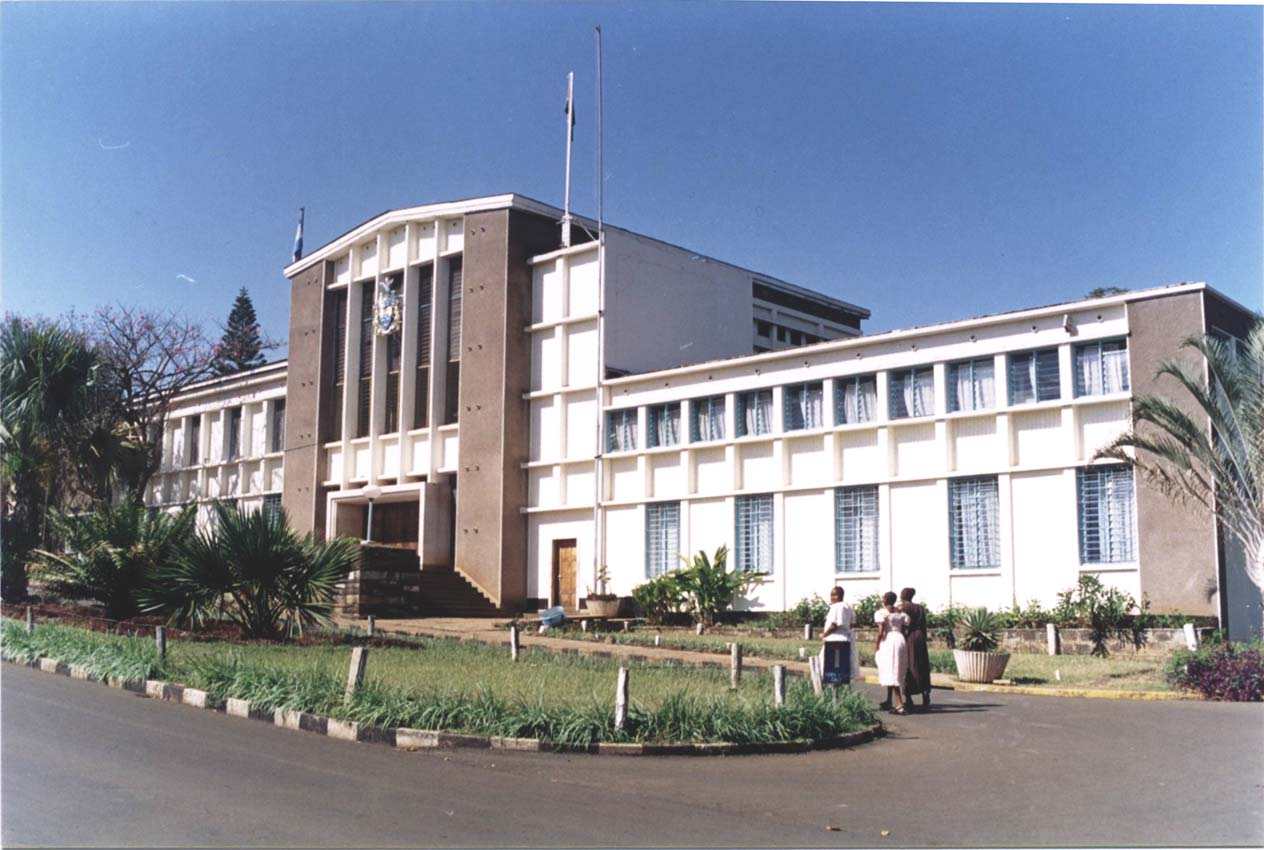
Rathaus von Kisumu

Zu den Sehenswürdigkeiten gehört der Victoriasee und die 4,2 Quadratkilometer große Insel Ndere Island im Winam-Golf des Victoriasees. Zudem der Hippo Point, das Impala-Schutzgebiet, das 1980 gegründete Kisumu Museum, die an der Hauptstraße Kisumus befindliche Stadtuhr sowie einige Märkte in der Stadt.

## Kultur
Grace Ogot, die erste Schriftstellerin Afrikas und wohl die bedeutendste Autorin Ostafrikas, wurde am 15. Mai 1930 in Asembo bei Kisumu geboren. Ogot schrieb Romane und Kurzgeschichten in Englisch und Luo, ihrer Muttersprache.
Seit 1980 besteht das Kisumu Museum, das neben historischen Ausstellungsstücken der Region auch biologische Exponate präsentiert. Die Stadt beherbergt am Seeufer auch einen winzigen Tierpark, das Kisumu Impala Sanctuary. Der Flugplatz verbindet die Stadt täglich mit der Hauptstadt Nairobi und anderen Städten.

## Einrichtungen

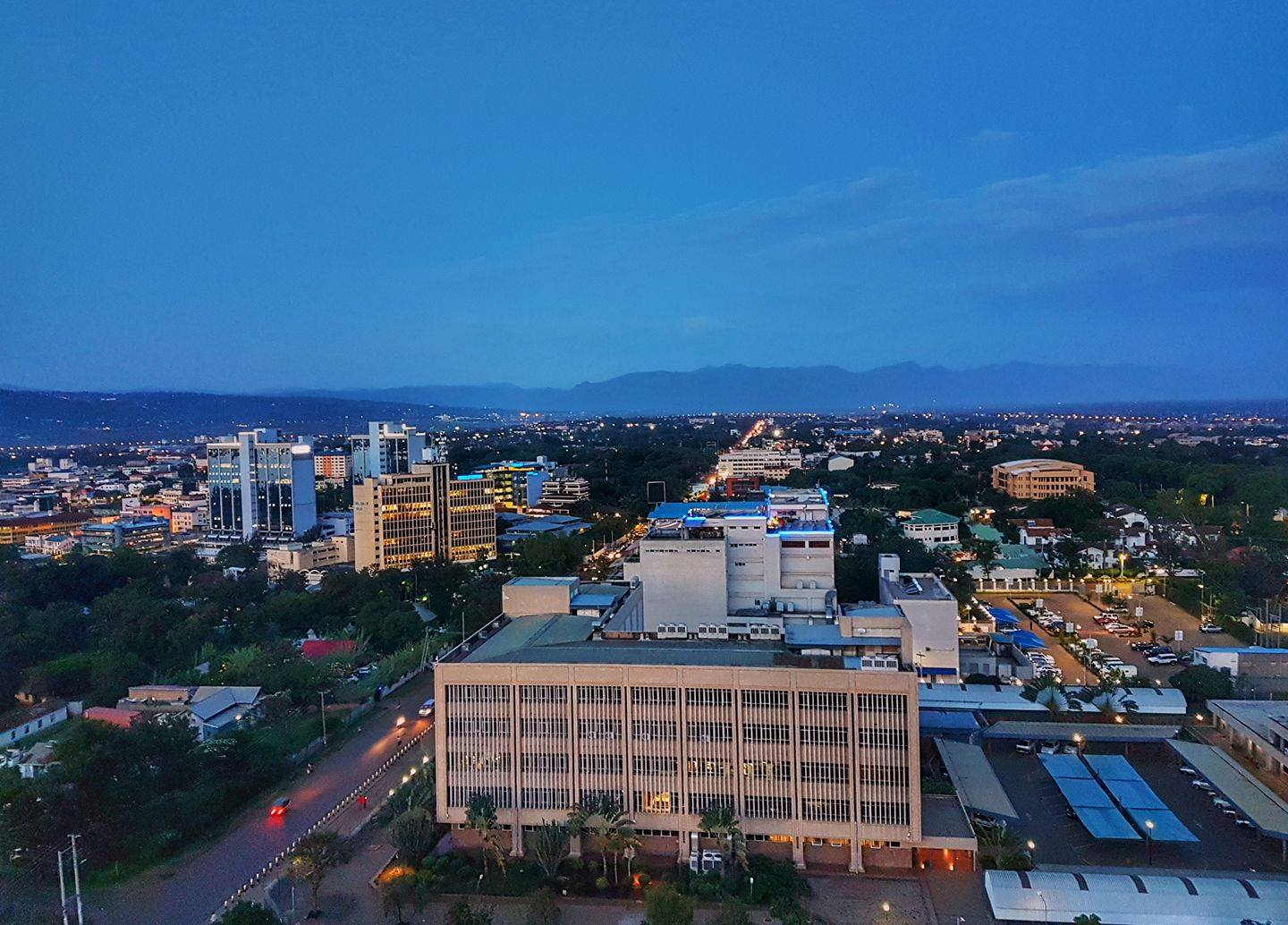
Kisumu bei Nacht

In Kisumu ist die HIV-Rate mit 34 Prozent die höchste von ganz Kenia. In dieser Provinz Nyanza leben ein Drittel der Aids-Waisen des Landes. Kisumu ist Sitz eines katholischen Erzbistums. Eine Apostolische Präfektur Kavirondo wurde am 15. Juli 1925 eingerichtet und am 27. Mai 1932 in ein Apostolisches Vikariat umgewandelt. Erster Bischof war der Niederländer Gorgonius Brandsma. Am 25. März 1953 wurde das Vikariat in das Bistum Kisumu umgebildet, das schließlich zum Erzbistum erhoben wurde, nachdem zuvor das Bistum Kakamega abgetrennt worden war. Das Erzbistum wurde dann am 21. Mai 1990 geschaffen. Ihm unterstehen die Bistümer von Bungoma, Eldoret, Homa Bay, Kakamega, Kisii, Kitale und Lodwar. Erzbischof ist seit 1990 Zacchaeus Okoth.

## Söhne und Töchter
- Jaramogi Oginga Odinga (1911–1994), Politiker, erster Vizepräsident Kenias
- Peter Odhiambo (* 1927), ugandischer Boxer
- Grace Ogot (1930–2015), Schriftstellerin
- Robert Ouko (1931–1990), Außenminister von Kenia in der Regierung Daniel arap Moi, wurde ermordet
- Wilson Ndolo Ayah (1932–2016), Politiker und Manager
- Barack Hussein Obama (1936–1982), Ökonom, Regierungsberater, Vater von Barack Obama
- Edgar Fernandes (* 1938), Hockeyspieler
- Egbert Fernandes (* 1941), Hockeyspieler
- Azim Surani (* 1945), Entwicklungsbiologe und Hochschullehrer
- Joyce Aluoch (* 1947), Juristin und Richterin am Internationalen Strafgerichtshof in Den Haag
- Linus Okok Okwach (1952–2020), Bischof von Homa Bay
- Parminder Singh Saini (1957–2021), Hockeyspieler
- Kennedy Ondiek (1966–2011), Leichtathlet
- Maisha-Maureen Auma (* 1973), Erziehungswissenschaftlerin und Hochschullehrerin
- Andrew Amonde (* 1983), Rugbyspieler
- Philadelphia Olando (* 1990), Rugbyspieler
- Janet Okelo (* 1992), Rugbyspieler
- Billy Odhiambo (* 1993), Rugbyspieler
- Enock Agwanda (* 1994), Fußballspieler
- Corazon Herbsthofer (* 1996), Schauspielerin
- Nicole Atieno (* 1997), Model

## Städtepartnerschaften
- Cheltenham, Vereinigten Königreich „Freundschaft“
- Roanoke, Virginia, Vereinigten Staaten
- Boulder, Colorado, Vereinigten Staaten